# Apache (Motorradmodell)

Apache (1907), Fahrer: Joe Wolters

Die Apache war ein Motorrad des amerikanischen Herstellers Brown and Beck in Denver, das von 1907 bis 1911 produziert wurde. Brown and Beck verwendete einen Einzylinder-Einbaumotor der Aurora Automatic Machinery Company, der wiederum nach Indian-Patenten entwickelt worden war. Der nach hinten geneigte und in den Fahrradrahmen integrierte Halbliter-Motor leistete 2¼ hp (1,68 kW). Eine leistungsgesteigerte Apache war als Rennmaschine bei Privatfahrern beliebt. Ihr Gewicht wurde mit 85 Pfund angegeben.